# Баранов, Александр Евстафьевич
Александр Евстафьевич Баранов (фон Барангоф) (нем. Alexander Ludwig Gustav von Baranoff; 9 (21) января 1837 — {27 декабря 1905 (9 января 1906)) — генерал-лейтенант русской императорской армии, участник Кавказской войны и Туркестанских походов.

## Биография
Родился 9 (21) января 1837 года в семье генерал-майора (впоследствии, генерал-лейтенанта) Евстафия Евстафиевича Баранова. Род фон Барангоф происходил из старинного русского дворянского рода Барановых, часть которого в XVII веке переселилась в Прибалтику и там совершенно онемечилась (записан в дворяне Эстляндской губернии); был евангелическо-лютеранского вероисповедания.
Образование получил в Пажеском корпусе, из которого выпущен 6 июня 1857 года прапорщиком в лейб-гвардии Преображенский полк.
В 1860 году Баранов был переведён на Кавказ поручиком в Нижегородский драгунский полк и тотчас по прибытии, 11 июня, поступил в состав Шапсугского отряда. В течение 1860, 1861, 1862 и 1863 годов Баранов принимал участие во многих перестрелках и делах с горцами. 23 ноября 1862 года он был награждён орденом св. Станислава 3-й степени, a 23 декабря за дело под станицей Абадзехской был удостоен ордена св. Георгия 4-й степени (№ 10216 по кавалерскому списку Григоровича — Степанова). Вот что было сказано в рескрипте на этот орден:
Командуя 1 эскадроном Нижегородского драгунского Его Королевскаго Высочества Наследного Принца Виртембергского полка и находясь 18 Августа 1862 г. на фуражировке в составе колонны высланной из Даховского отряда, в то время, когда конные горцы, до тысячи человек, стремительно атаковали и окружили со всех сторон пехоту, состоявшую всего из 137 человек, неслись к отрезанному от прикрытия обозу, — вы быстро собрали фуражирующий эскадрон, атаковали горцев во фланг, когда они были уже около самого обоза, и несмотря на то, что неприятель был в десять раз сильнее, врубились в самую толпу горцев во фланг, которые, не выдержав такой смелой, неожиданной атаки, бежали к своим пешим резервам, преследуемые драгунами; когда же подоспели свежие толпы горцев, приблизительно до тысячи человек, вы, спешив драгун, вместе с пехотою мужественно защищали позицию до прибытия подкрепления из лагеря. Находчивость ваша и смелая своевременная атака против сильнейшаго неприятеля отстояли весь обоз, состоявший из 30 повозок и выручили пехоту, понесшую уже значительную потерю, от совершенного поражения, дав ей время устроиться и восстановить порядок. В воздаяние такового отличного подвига, Всемилостивейше пожаловали мы вам Указом в 23 день декабря 1862 г. Капитулу данным, кавалером Императорскаго ордена Нашего Святого Великомученика и Победоносца Георгия четвертой степени
.
6 августа 1863 года Баранов был переведён обратно в лейб-гвардии Преображенский полк, подпоручиком; полк находился в это время в Польше, по случаю усмирения мятежа. Прибыв в Польшу 7 сентября, Баранов однако в делах против поляков участия не принимал. 1 ноября полк выступил обратно в Санкт-Петербург.
В поручики произведён 13 ноября 1863 года, со старшинством от 19 мая того же года. 15 мая 1864 года Баранов был награждён золотой саблей с надписью «за храбрость» за отличие, оказанное в делах против горцев во время военных действий Даховского отряда зимой 1862—1863 годов.
6 июня 1865 года Баранов был назначен в распоряжение военного губернатора Туркестанской области, с зачислением по армейской кавалерии ротмистром.
В следующем году открылись военные действия против Бухарского ханства; Баранов участвовал с 20 мая в осаде города Ходжента и во взятии его штурмом 24 мая (во время штурма командовал отдельной колонной), за отличие был награждён орденом св. Анны 3-й степени (4 ноября 1866 года) и произведён в майоры (12 ноября, со старшинством от 29 мая). 12 ноября Баранов получил в командование 3-й Оренбургский линейный батальон.
В сентябре того же года Баранов, находясь в составе отряда генерал-майора Романовского, двинулся на Ура-Тюбе и Джизак, затем участвовал в штурме Ура-Тюбе (2 октября, командовал главным штурмовым отрядом и первым перешёл крепостную стену) и Джизака (18 октября). 21 ноября Баранов за отличие в бою при урочище Мурза-рабат получил орден св. Станислава 2-й степени с мечами, за взятие Ура-Тюбе он 17 октября 1867 года получил чин подполковника, а за отличие при штурме Джизака ему 20 февраля 1868 года была пожалована императорская корона к ордену св. Станислава 2-й степени.
5 июня 1868 года за отличие в сражении с бухарцами на Чапан-Атинских высотах под Самаркандом Баранов произведён в полковники (со старшинством от 1 мая). После занятия Самарканда Баранов, вместе с главной армией Кауфмана двинулся далее к Бухаре и участвовал в занятии Абрамовым Катта-Кургана и в генеральном сражении с армией бухарского эмира на Зерабулакских высотах. За отличие против бухарцев под Катта-Курганом (27 и 28 мая 1868 года) Баранов награждён орденом св. Анны 2-й степени с мечами (30 июня 1869 года); за сражение 2 июля 1868 года на Зерабулакских высотах Баранов получил императорскую корону к сему ордену.
25 сентября того же года он сдал командование батальоном, по случаю увольнения в четырёхмесячный отпуск; по Высочайшему соизволению, этот отпуск 25 марта 1869 года был продлён ещё на 11 месяцев и тогда же Баранов был зачислен по армейской пехоте.
8 января 1870 года Баранов назначен командиром 61-го пехотного резервного (кадрового) батальона, a 17 ноября 1872 года — командиром 158-го пехотного Кутаисского полка. В командование полком вступил 25 февраля 1873 года и 6 августа того же года награждён орденом св. Владимира 4-й степени, a 2 мая 1877 года — тем же орденом 3-й степени.
С Кутаисским полком Баранов участвовал в русско-турецкой войне 1877—1878 годов на Кавказском театре. В сражении с турками на Аладжинских высотах 20 сентября 1877 года он был ранен в левую ногу пулей навылет.
8 ноября 1877 года Баранов был произведён в генерал-майоры, с назначением состоять при Кавказской армии. 1 Января 1880 года он был назначен Симбирским губернским воинским начальником с оставлением по армейской пехоте; 18 февраля того же года ему пожалован знак Красного Креста.
19 мая 1880 года Баранов был зачислен в списки 158-го пехотного Кутаисского полка, с оставлением в прежней должности и по армейской пехоте. 30 марта 1881 года Баранову пожалован орден св. Станислава 1-й степени, a 24 сентября того же года он назначен начальником 21-й (впоследствии Пермской) местной бригады. Состоя в этой должности, Баранов награждён орденом св. Анны 1-й степени (6 мая 1884 года) и св. Владимира 2-й степени (30 августа 1890 года) и произведён в генерал-лейтенанты (30 августа 1886 года). 14 мая 1896 года награждён орденом Белого орла.
Последними наградами генерала стали золотая табакерка, украшенная бриллиантами и орден Св. Александра Невского (06.12.1905). Как старший в округе генерал, он неоднократно исполнял обязанности командующего войсками Казанского военного округа. На этом служебном посту его и постигла смерть 27 декабря 1905 (9 января 1906) года.
Баранов был женат на Екатерине Ивановне Ленартцен, дочери горного инженера, статского советника; их дети: Платон, Владимир, Екатерина, Николай, Анна, Елена, Пётр.
Его брат Николай был генерал-лейтенантом и командовал лейб-гвардии 2-м Царскосельским стрелковым батальоном и 35-й пехотной дивизией.